# AQUALABEL
AQUALABEL（アクアレーベル）は資生堂が製造、販売しているセルフスキンケア化粧品。

## 概要
第1弾として2006年2月21日に「青の美白」ラインから発売し、つづく同年8月21日に「赤の保湿」ラインを発売。2007年2月21日には「紫のエイジングケア」ラインが発売された。どのラインにも、化粧水などに含まれる有効成分を効果的に肌に浸透させるための美容液、「うるおい効きめ導入液」がラインナップされているのが特徴。また各タイプの商品ラインナップにはスキンケア商品の他、ファンデーションや化粧下地も取り揃えている。2009年8月21日に「赤の保湿」ラインがリニューアル発売されたのに続き、2010年2月21日には「青の美白」ラインがリニューアル発売された。さらに2010年8月21日には「エイジングケア」ラインがリニューアル発売され、一部の商品を除いてパッケージカラーが「紫」から「金」になった。なお、現在のキャッチコピーは「高品質をリーズナブルに。」である。化粧品専門店やドラッグストアの他、一部コンビニで取り扱っている。

## イメージモデル
2018年8月現在
- 杏

## 過去イメージモデル
- 大竹しのぶ
- 宮沢りえ
- 渡辺満里奈
- ミイ（ムーミン登場人物）
- 観月ありさ
- 梨花
- 比留川游
- 板谷由夏

## 関連
- WHITIA（資生堂フィティットから発売されていたセルフ美白化粧品シリーズ。後継となるアクアレーベルの「青の美白」ラインが2006年に誕生し、事実上の消滅となった。）
- WHITIST